# Махринская волость
Махринская волость — волость в составе Киржачского уезда (1921—1924), до 1921 года — Александровского уезда Владимирской губернии. Волостной центр — село Махра. Ныне территория Александровского и Киржачского районов Владимирской области.

## История
В 1921 году часть Махринская волости Александровского уезда вошла в состав Киржачского уезда Владимирской губернии.
С 1926 года часть территории вошла в состав Карабановской волости.

## Состав
- Андреевское-Туркино (Андреевское Туркино)[1]
- Алабухино
- Алешино
- Афанасово
- Белозерово (Белоозеро)
- Бельково (в начале XX века возникло ещё Бельково[2] — посёлок при ж/д станции)
- Василево
- Высоково
- Гавшино
- Данилково
- Данилково-Барское (ныне Данилково)
- Дарьино (Снятково)
- Дубровка
- Жары[3]
- Зеленцыно
- Ивашево
- Илькино
- Карабаново
- Карпово
- Климово
- Коведяево
- Комшилово
- Коровино (Коровина)
- Кузьмино[4]
- Курбатово
- Малиново
- Малое Шимоново?
- Махра — волостной центр
- Мелехово (ныне Мелехино)
- Мохринско-Подмонастырная Слобода
- Неглово
- Новинки Самаринские? (в 1965 году переименована в Гремячево. Упразднена решением облисполкома № 117 от 3 февраля 1971 года как фактически не существующая[5])
- Парахтино
- Печкура (Новоселка)[6]
- Перегудово
- Перемоткина (Перемотино, Перематкина, Перематкино)
- Песошная (Песочня)
- Погорелка (в 1966 году деревня была переименована в Дубки[7].)
- Полосино[8]
- Рыкулино
- Рязанки
- Савино
- Снятиново
- Старово (Старо-Высоково[9])
- Степково
- Таратино ?
- Шиклово[10] (Шикалово)
- Юрцево
- Ям[11]